# محمد بن واصل حنظلی
محمد بن واصل حنظلی والی فارس در زمان معتمد، خلیفه عباسی بود.

## اصل و نسب
دربارهٔ اصل و نسب وی منابع اطلاعات دقیقی ندارند اما به گفته اصطخری او از خاندان حنظله بن تمیم بوده که در زمان امویان به فارس مهاجرت کرده و خاندانش به تدریج تبدیل به زمین داران بزرگ در آن منطقه شدند و پس از مدتی حکومت آن دیار و شهر اصطخر
را بر عهده گرفتند که از کوره‌های مهم ایران در آن زمان بود.

## زندگی‌نامه

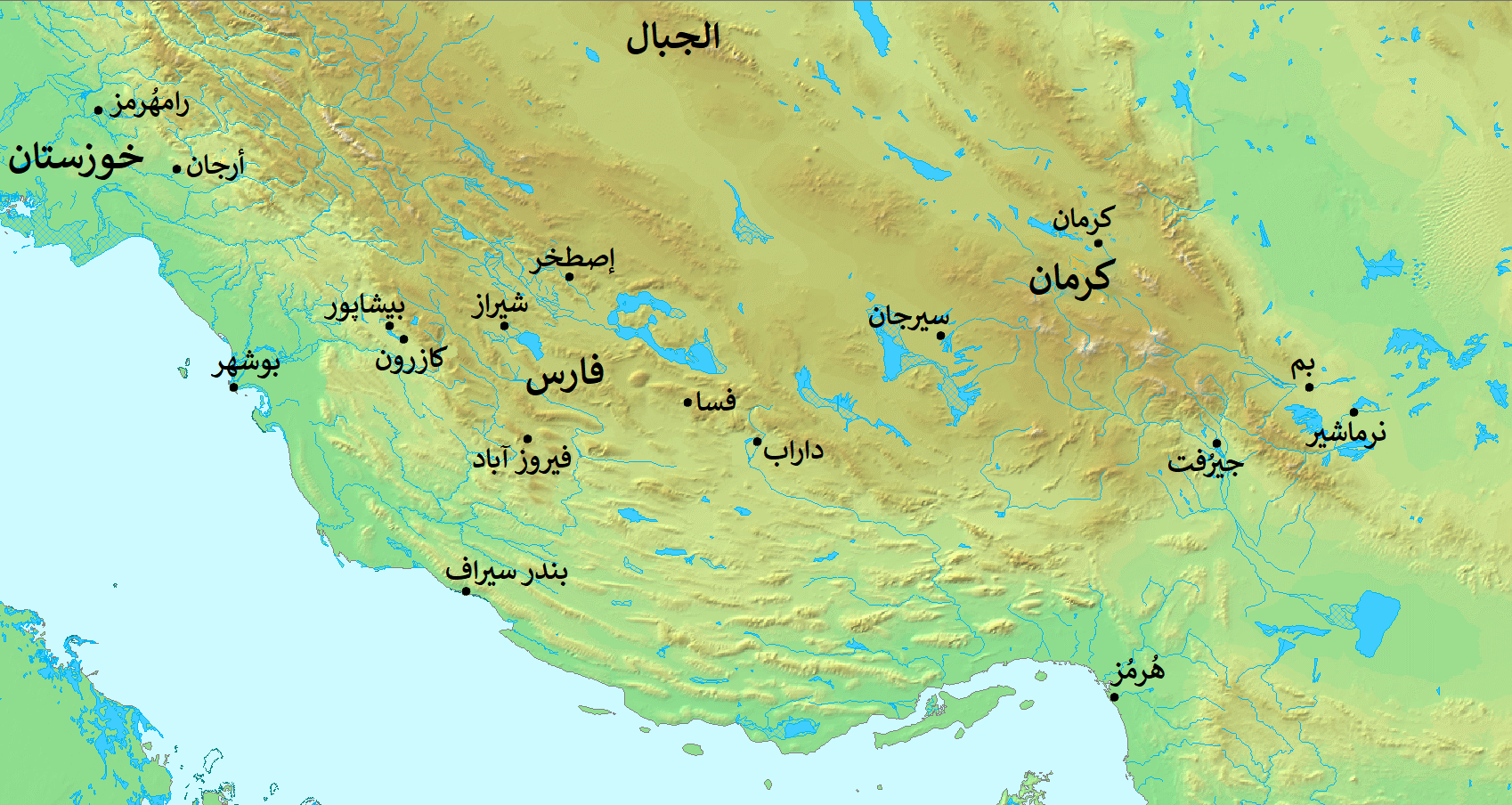
ولایت و سرزمین فارس در عهد محمد بن واصل

محمد بن واصل در سال ۲۵۵ه‍. ق، پس از سال‌ها زمینداری در فارس، علیه خلیفه معتمد شورید و توانست قدرت را از کف والی خلیفه عباسی بگیرد و خود قدرت منطقه را بدست بگیرد. در همین اثنا در سال ۲۶۲ه‍.ق یعقوب لیث صفاری به بهانه دفاع از عامل خلیفه و شخص خلیفه (در واقع از نیرنگ خلیفه و عاملش که در نبرد یعقوب با طوق بن مغلس از خلیفه کینه به دل داشت و قصد فتح انتقام‌گیری بود) از کرمان عازم فارس شد و درصدد تسخیر آنجا برآمد. یعقوب در منطقه بیضا با محمد بن واصل روبه‌رو شد و پس از جنگی که بین دو سپاه رخ داد، محمد را شکست داد و به اسارت گرفت. سپس خزانه او را در اصطخر که از ارزشمندترین خزانه‌های آن زمان بود، را به عنوان غنیمت برای حکومت و دربار خود ضبط کرد.
وی در سال ۲۶۵ ه‍.ق دوباره به فارس بازگشت که قدرت از دست رفته را بازیابد که به توفیقی دست نیافت و پس از آن در منابع از او ذکری نشده‌است.